# ناصر بن سعود الفرحان
 ناصر بن سعود الفرحان أول قائد سعودي يلي أمرة المدينة قبيل دخول القوات السعودية بقيادة الأمير محمد بن عبد العزيز آل سعود ، وذلك بعد أن وافق الأشراف على ضمِّ المدينة للدولة السعودية. اغتيل سنة 1349 هـ بعد ثورة النخاولة.